# Carl Fredricksen
Carl Fredricksen è il protagonista del film d'animazione Up (2009), decimo lungometraggio realizzato dai Pixar Animation Studios, in co-produzione con la Walt Disney Pictures, diretto da Pete Docter e Bob Peterson.

## Biografia
Carl Fredricksen da piccolo, nel 1939, amava tanto il suo idolo, Charles F. Muntz, e il suo sogno era quello di viaggiare in tutto il mondo. Quando incontrò Ellie, venne a sapere che anche lei aveva il suo stesso sogno. Crescendo si sposò con Ellie e diventò un venditore di palloncini, ma i soldi che metteva da parte per un viaggio aereo in Sudamerica li dovette spendere per le bollette e l'assicurazione medica. Lui ed Ellie non ebbero mai figli. Quando sembra riuscire a prendere un biglietto aereo con i soldi della pensione, Ellie muore.
Dopo la morte della moglie, quando ormai a 78 anni la sua vita sembra non offrirgli più il tempo necessario per realizzare il suo sogno, ha l'idea di far volare la sua abitazione utilizzando dei palloncini, in modo da sfuggire alle persone che vogliono impossessarsi della sua casa e mandarlo a vivere in una struttura per anziani. Durante il volo bussa alla sua porta Russell, un boyscout di 8 anni rimasto per errore sulla veranda della casa. È con lui che Carl Fredricksen intraprende il viaggio dei suoi sogni in Sudamerica, dove incontrano animali selvaggi e anche dei nemici, tra cui proprio Muntz, impazzito per voler catturare la specie dello struzzo Kevin, proprio lo struzzo che Carl aveva incontrato. Muntz tenta di avvicinarsi a lui per catturare la creatura, con i suoi cani, e quando ci riesce, Carl glielo lascia fare perché è costretto a spegnere il fuoco che Muntz ha appiccato alla sua casa. Depresso, arriva alle cascate con un arrabbiato Russell e si ferma in casa a disperarsi, ma quando sfoglia il libro d'avventure della moglie, scopre un messaggio scritto dalla moglie che non aveva mai notato: Grazie per queste avventure; ora vivine una tu. Con amore, Ellie. Ripresosi grazie a questo, decide di aiutare Kevin. Arrivato al dirigibile, Carl riesce a liberarlo e comincia una battaglia in cielo, dalla quale Muntz ne esce sconfitto. Carl riporta Kevin dagli altri struzzi e torna a casa, negli Stati Uniti, premiando lui stesso Russell come esploratore.

## Caratterizzazione
Il design e il carattere di Carl Fredricksen è parzialmente basato sull'attore Spencer Tracy nel suo ultimo film Indovina chi viene a cena?.
Durante la scelta del personaggio principale, Docter disegnò un uomo scontroso e anziano, ma sorridente, intento a vendere dei palloncini. Gli autori definirono il personaggio "perfetto" per il loro film, in quanto si sentivano di voler mostrare una visione del mondo diversa da ogni altra apparsa in un film. Tuttavia Docter non era interessato ad un anziano come protagonista, in quanto avrebbe potuto identificare per gli spettatori una figura troppo anziana e più vicina ai nonni.
Per quanto riguarda la sua voce, Edward Asner ha rivelato di essersi ispirato nella voce del personaggio ad un suo vecchio personaggio televisivo, Lou Grant, protagonista della serie serie televisiva statunitense di genere drammatico, trasmessa dalla CBS dal 1977 al 1982 intitolata Lou Grant. L'idea iniziale del personaggio è che dovesse avere un lato scontroso causato da una storia drammatica presente nel suo passato; per questo gli autori decisero di renderlo vedovo di moglie.

## Accoglienza
Il personaggio di Carl Fredricksen ha ricevuto moltissime critiche positive. Bill Capodagli ha elogiato Carl, definendolo scontroso ma allo stesso tempo simpatico. Wall Street Journal e il suo editore Joe Morgenstern hanno descritto Carl burbero, paragonandolo a Buster Keaton, ma anche come questo suo aspetto sia velocemente mutato nel corso del film, rendendolo un personaggio nuovo. Ann Hornaday di The Washington Post ha paragonato il personaggio a Spencer Tracy, mentre Lisa Schwarzbaum di Entertainment Weekly ha descritto Carl simile a Tracy nel film Guess Who's Coming to Dinner - Indovina chi viene a cena?.